# Fackverk (skogsbruk)
Fackverk är inom skogsbruket en grupp skogsindelningsmetoder, vilka har till ändamål att efter en bestämd hushållningsplan ordna skogsavverkningen, som samtidigt grundas på längre tidsperioder.
Georg Ludwig Hartig (1764-1837) var den förste, som genom en sådan plan försökte uppnå lika stor eller så småningom stigande virkesavkastning under avverkningsperioderna, och han blev därigenom grundläggare av "das Massenfachwerk", eller den på virkesmängden grundade fackverksmetoden.
Heinrich Cotta (1763-1844) delade sedan omloppstiden, eller en i stället för denna antagen övergångstid, i vissa perioder och anslog till var och en av dem lika stor ytvidd, och till följd av detta fick indelningssätt namnet "das Flächenfachwerk", eller den på ytvidden grundade fackverksmetoden.
Då dessa indelningsmetoder inte visade sig vara fullt ändamålsenliga, försökte man tillgodogöra sig de fördelar, som var och en av dem erbjöd, på samma gång man försökte undvika de olägenheter, med vilka de var behäftade. På detta sätt uppstod "das kombinierte Fachwerk", eller den både på virkesmassan och på ytvidden grundade fackverksmetoden. Denna indelningsmetod förenklades sedermera och kom att utgöra grunden för det svenska skogsindelningssättet.